# Confine tra Algeria e Niger
Il confine tra l'Algeria e il Niger ha una lunghezza di 951 km e parte dal triplice confine con il Mali a ovest fino al triplice confine con la Libia a est.

## Descrizione
Il confine lungo 951 Km è costituito da tre linee rette che procedono a nord-est tra i triplici confini con il Mali e la Libia. La linea più occidentale va dal triplice confine maliano all'autostrada Agadez - Tamanrasset per 175 km; la sezione centrale corre per 229 km fino alle vicinanze di In-Azaoua; infine, il segmento finale e più lungo corre per 552 km fino al triplice confine. Il confine percorre interamente l'interno del deserto del Sahara.

## Storia
Il 1880 vide un'intensa competizione tra le potenze europee per i territori in Africa, un processo noto come Spartizione dell'Africa che culminò nella Conferenza di Berlino del 1884, in cui le nazioni europee interessate concordarono le rispettive rivendicazioni territoriali e le regole degli impegni futuri. Come risultato di ciò, la Francia ottenne il controllo della valle superiore del fiume Niger (più o meno equivalente alle aree attuali del Mali e del Niger). La Francia aveva già conquistato la maggior parte dell'Algeria settentrionale durante il periodo 1830-47, incorporandola come parte integrante della Francia. La Francia occupò inoltre l'area del moderno Niger nel 1900, dichiarandolo territorio militare, governato originariamente dalla città di Zinder. Il Niger fu originariamente incluso, insieme al Mali e al Burkina Faso, all'interno della colonia dell'Alto Senegal e del Niger, ma fu poi scisso nel 1911 e divenne un territorio costituente della colonia federale dell'Africa Occidentale Francese (Afrique occidentale française, abbreviato AOF). Nel frattempo in Algeria la Francia si spinse a sud dalla regione litoranea, conquistando gran parte del Sahara algerino nel 1902. Un confine tra l'Africa occidentale francese e l'Algeria francese (cioè quelli che adesso sono i confini dell'Algeria con Mauritania, Mali e Niger) fu concordato il 7 giugno 1905 dal comandante dell'Alto Senegal e del Niger e dal comandante militare del Dipartimento dell'Oasis in Francia Algeria.  Il confine fu ulteriormente definito dalla Convenzione di Niamey del giugno 1909.
Con la crescita del movimento per la decolonizzazione nell'epoca successiva alla seconda guerra mondiale, la Francia concesse gradualmente più diritti politici e rappresentanza per le sue colonie dell'Africa subsahariana, culminando nella concessione di un'ampia autonomia interna all'Africa occidentale francese nel 1958 nel quadro del Comunità francese. Alla fine, nell'agosto 1960, il Niger ottenne la piena indipendenza. La situazione in Algeria si rivelò molto meno netta, a causa della numerosa comunità di coloni francesi in Algeria, e l'indipendenza fu concessa solo nel luglio 1962 dopo una lunga e sanguinosa guerra. A quel punto il confine Algeria-Niger divenne una frontiera internazionale tra due stati sovrani.
Negli ultimi anni la regione di confine ha acquisito una rinnovata attenzione, a causa del crescente numero di migranti africani che l'attraversano e che cercano di raggiungere l'Europa.

## Valichi di frontiera

Il valico di frontiera che segna il confine tra l'Algeria e il Niger nei pressi di In Guezzam

L'unico valico di frontiera ufficiale è sulla strada Trans-Saharaiana tra le città di In Guezzam (Algeria) e Assamakka (Niger). L'area è generalmente considerata non sicura per i viaggi da parte di governi di terze parti.